# Campionati del mondo di atletica leggera 2013 - 10000 metri piani maschili

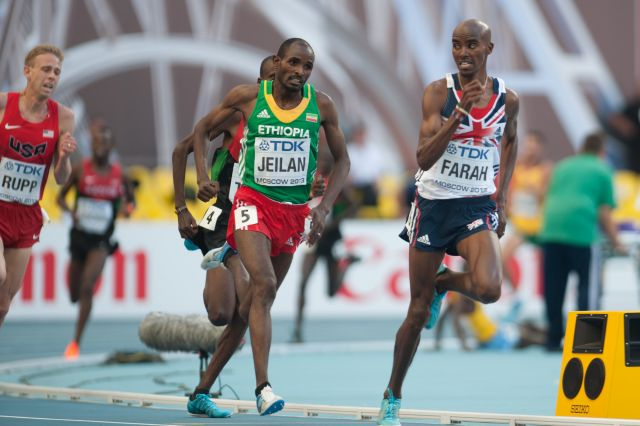
Tratto finale della gara. In primo piano sono visibili Ibrahim Jeilan e Mohamed Farah.

La gara dei 10000 metri piani maschili dei Campionati del mondo di atletica leggera 2013 si è svolta il 10 agosto.
La medaglia d'ora è stata vinta dal britannico Mohamed Farah, che ha preceduto l'etiope Ibrahim Jeilan e il keniota Paul Kipngetich Tanui.

## Podio
| Pos.    | Atleta                | Nazione     |
| ------- | --------------------- | ----------- |
| Oro     | Mohamed Farah         | Regno Unito |
| Argento | Ibrahim Jeilan        | Etiopia     |
| Bronzo  | Paul Kipngetich Tanui | Kenya       |

## Situazione pre-gara

### Record
Prima di questa competizione, il record del mondo (WR) e il record dei campionati (CR) erano i seguenti.
| Record                | Prestazione | Atleta                  | Data                             | Competizione              |
| --------------------- | ----------- | ----------------------- | -------------------------------- | ------------------------- |
| Record mondiale       | 26'17"53    | Kenenisa Bekele Etiopia | 26 agosto 2005 Bruxelles, Belgio |                           |
| Record dei campionati | 26'43"31    | Kenenisa Bekele Etiopia | 17 agosto 2009 Berlino, Germania | Campionati del mondo 2009 |

### Campioni in carica
I campioni in carica, a livello mondiale e olimpico, erano:
| Campione | Atleta                    | Prestazione | Data                                | Competizione               |
| -------- | ------------------------- | ----------- | ----------------------------------- | -------------------------- |
| Olimpico | Mohamed Farah Regno Unito | 27'30"42    | 4 agosto 2012 Londra, Regno Unito   | Giochi della XXX Olimpiade |
| Mondiale | Ibrahim Jeilan Etiopia    | 27'13"81    | 28 agosto 2011 Taegu, Corea del Sud | Campionati del mondo 2011  |

### La stagione
Prima di questa gara, gli atleti con le migliori tre prestazioni dell'anno erano:
| Pos. | Atleta                    | Prestazione | Data                              |
| ---- | ------------------------- | ----------- | --------------------------------- |
| 1    | Dejen Gebremeskel Etiopia | 26'51"02    | 27 giugno 2013 Sollentuna, Svezia |
| 2    | Abera Kuma Etiopia        | 26'52"85    | 27 giugno 2013 Sollentuna, Svezia |
| 3    | Imane Merga Etiopia       | 26'57"33    | 27 giugno 2013 Sollentuna, Svezia |

## Classifica
| Pos. | Atleta                | Nazionalità    | Tempo    | Note                                     |
| ---- | --------------------- | -------------- | -------- | ---------------------------------------- |
|      | Mohamed Farah         | Regno Unito    | 27'21"71 | Miglior prestazione personale stagionale |
|      | Ibrahim Jeilan        | Etiopia        | 27'22"23 | Miglior prestazione personale stagionale |
|      | Paul Kipngetich Tanui | Kenya          | 27'22"61 |                                          |
| 4    | Galen Rupp            | Stati Uniti    | 27'24"39 | Miglior prestazione personale stagionale |
| 5    | Abera Kuma            | Etiopia        | 27'25"27 |                                          |
| 6    | Bedan Karoki Muchiri  | Kenya          | 27'27"17 |                                          |
| 7    | Kenneth Kipkemoi      | Kenya          | 27'28"50 | Miglior prestazione personale stagionale |
| 8    | Nguse Amloson         | Eritrea        | 27'29"21 | Miglior prestazione personale stagionale |
| 9    | Mohammed Ahmed        | Canada         | 27'35"76 | Miglior prestazione personale stagionale |
| 10   | Dathan Ritzenhein     | Stati Uniti    | 27'37"90 | Miglior prestazione personale stagionale |
| 11   | Thomas Ayeko          | Uganda         | 27'40"96 | Miglior prestazione personale            |
| 12   | Imane Merga           | Etiopia        | 27'42"02 |                                          |
| 13   | Moses Ndiema Kipsiro  | Uganda         | 27'44"53 | Miglior prestazione personale stagionale |
| 14   | Cameron Levins        | Canada         | 27'47"89 | Miglior prestazione personale stagionale |
| 15   | Tsuyoshi Ugachi       | Giappone       | 27'50"79 | Miglior prestazione personale stagionale |
| 16   | Dejen Gebremeskel     | Etiopia        | 27'51"88 |                                          |
| 17   | Goitom Kifle          | Eritrea        | 27'56"38 |                                          |
| 18   | Chris Derrick         | Stati Uniti    | 28'04"54 | Miglior prestazione personale stagionale |
| 19   | Daniele Meucci        | Italia         | 28'06"74 | Miglior prestazione personale stagionale |
| 20   | Stephen Mokoka        | Sudafrica      | 28'11"61 |                                          |
| 21   | Suguru Osako          | Giappone       | 28'19"50 |                                          |
| 22   | Timothy Toroitich     | Uganda         | 28'33"61 |                                          |
| 23   | Bashir Abdi           | Belgio         | 28'41"69 |                                          |
| 24   | Collis Birmingham     | Australia      | 28'44"82 | Miglior prestazione personale stagionale |
| 25   | Yevgeny Rybakov       | Russia         | 28'47"49 |                                          |
|      | Robert Kajuga         | Ruanda         | dnf      |                                          |
|      | Yuki Sato             | Giappone       | dnf      |                                          |
|      | Jake Robertson        | Nuova Zelanda  | dnf      |                                          |
|      | Polat Kemboi Arıkan   | Turchia        | dnf      |                                          |
|      | Alemu Bekele          | Bahrein        | dnf      |                                          |
|      | Teklemariam Medhin    | Eritrea        | dnf      |                                          |
|      | Juan Luis Barrios     | Messico        | dnf      |                                          |
|      | Ben St Lawrence       | Australia      | dnf      |                                          |
|      | Ali Hasan Mahbood     | Bahrein        | dnf      |                                          |
|      | Moukheld Al-Outaibi   | Arabia Saudita | dnf      |                                          |